# DSB kiosken
DSB Kiosken var en kioskkæde beliggende på de fleste danske stationer drevet af DSB. DSB Kiosken så dagens lys i 1938 da DSB valgte at ville sælge kioskvarer og ikke kun billetter som ellers var det, der blev solgt. DSB Kiosken åbnede sin første butik på Københavns Hovedbanegård, men allerede 1 år senere lå den på:
- Københavns Hovedbanegård
- Århus Hovedbanegård
- Ålborg Station
- Vejle Station
- Sønderborg Station
- Varde Station

DSB kiosken kørte så godt i 1977 at DSB valgte at udvide til DSB Kiosk og Restaurant, men så gik ned af bakke, DSB solgte DSB Kiosk og Restaurant i 2001 og den ene kiosk lukkede efter den anden. Den sidste DSB Kiosk lukkede i 2007 på Varde Station.

## Kort og Godt
I 2010 valgte DSB at de ville forsøge med at sælge kioskvarer igen, og de åbnede den første Kort & Godt i 2010 på Esbjerg Station dog allerede i 2013 gik det skidt for dem og DSB fandt ud af at de havde brug for hjælp. Der greb 7-Eleven ind, DSB gik sammen med 7-Eleven i 2013 og 7-Eleven drev kiosksalg på 4/7 af DSB's stationer. De sidste Kort & Godt kiosker lukkede i 2016 i henholdsvis Brønderslev, Vojens, Haslev, Karise og Lunderskov.